# Noche ¿de Paz? Holy Night!
Noche ¿de Paz? Holy Night! és una pel·lícula d'animació en 3D espanyola dirigida i escrita per Juan Galiñanes. Fou exhibida en la 58a edició del Festival Internacional de Cinema de Sant Sebastià de 2010 com la primera pel·lícula d'animació en 3D espanyola. Tanmateix, degut als problemes financers de la productora Dygra Films, no es va estrenar fins al 2015, tot i haver-se exhibit als Estats Units i Austràlia, encara que es va exhibir la versió en gallec a Vilagarcía de Arousa i altres localitats gallegues el desembre de 2014. El seu pressupost fou de 12.000.000 euros.

## Sinopsi
En el saló d'una casa la nit de Nadal hi conviuen dos mons de joguina. En una banda hi ha l'arbre de Nadal, la llar del Pare Noel i els seus elfs de plàstic. A l'altra, el pessebre amb els Reis Mags i altres figuretes del Portal, totes elles de fusta.
Les dues tradicions es preparen per a celebrar el Nadal quan de sobte salta l'alarma. El trineu de Pare Nadal ha desaparegut i el Nen Jesús ha estat segrestat. El Nadal està en perill i els serveis de seguretat de totes dues tradicions es culpen entre si, però la veritable culpable camina solta.

## Nominacions
Fou nominada al Goya a la millor pel·lícula d'animació als XXX Premis Goya. També fou nominada a la millor pel·lícula d'animació a les Medalles del Cercle d'Escriptors Cinematogràfics de 2014.